# هيدي جراف
هيدي جراف هي مغنية سويسرية، ولدت في 12 أكتوبر 1926 في برشلونة في إسبانيا، وتوفيت في 31 يناير 1997 في بينكن في سويسرا.